# 俗謡
俗謡（ぞくよう）とは、広義には、民謡、流行歌、俗曲などといった通俗的な歌の総称である。
狭義には、民謡が本来あった地域を離れて都市部に流入し、様々に手を加えられることによって、都会風、または大衆音楽（ポピュラー音楽）風に変質したものをいう。専門的歌い手（職業歌手のほか、日本では芸者など）によって技巧化されたり、楽器の伴奏が加えられたり、歌詞が変更されたりする。